# إرنست ساري
إرنست ساري هو سياسي فنلندي، ولد في 20 يوليو 1882، وتوفي في 29 مارس 1918. نشط حزبياً في الحزب الفنلندي. وقد انتخب عضو برلمان فنلندا ‏.